# Кузьмичи (Смоленская область)
 Кузьмичи — село в  Смоленской области России, в Ершичском районе. До 5 июня 2017 года административный центр Кузьмичского сельского поселения.

## География
Находится в южной части области, на реке под названием Беседь, на месте впадения её левого притока под названием Невплюх. Расположено в 18 км к юго-западу от районного центра Ершичей, и в 3 км от границы с Беларусью.

## Население
Население — 325 жителей (2012 год).

## История
Деревня Кузьмичи известна с XVII века как собственность рославльских землевладельцев Челищевых и Вишняковых.
В 1748 году стала селом, после того как на средства князя Кантемира в селе был построен деревянный храм, посвящённый мученикам Сергию и Вакху.
Не позднее 1859 года был возведён существующий поныне каменный храм Вознесения Господня.

## Достопримечательности
- Памятник архитектуры Церковь Вознесения, 1827 г.
- Краеведческий музей[3]
- Курганные группы в окрестностях села[1]